# Smarano
Smarano är en ort och frazione i kommunen Predaia i provinsen Trento i regionen Trentino-Sydtyrolen i Italien. 
Smarano upphörde som kommun den 1 januari 2015 och bildade med den tidigare kommunen Coredo, Taio, Tres och Vervò den nya kommunen Predaia. Den tidigare kommunen hade 515 invånare (2014).